# Монморанси-Люксембург, Анн-Кристиан де
Анн-Кристиан де Монморанси (фр. Anne-Christian de Montmorency; 15 или 22 июня 1767, Париж — 14 марта 1821, там же), герцог де Бомон, принц де Тенгри, пэр Франции — французский генерал и парламентарий.

## Биография
Сын Шарля-Франсуа-Кристиана де Монморанси-Люксембурга и Элеоноры-Жозефины-Пюлькери де Лоран. Поначалу был известен как принц де Люксембург.
1 марта 1780 произведен в бригадиры кавалерии, 5 декабря 1781 в лагерные маршалы. В 1787 году назначен капитаном третьей французской роты королевской гвардии.
По причине проблем со здоровьем долгое время жил как частное лицо, но при Первой Реставрации был назначен генерал-лейтенантом, а 4 июня 1814 пэром Франции. В составе Палаты пэров ничем не отметился; голосовал за казнь маршала Нея.

## Семья
Жена (21.01.1787): графиня Анна-Луиза-Мари де Бек-де-Льевр де Кани (20.07.1769—26.07.1832)
Дети:
- Анн-Альбертина-Жозефина-Мари де Монморанси-Люксембург (21.12.1789—3.04.1863). Муж (1.06.1808): Мари-Луи-Эжен-Жозеф де Планк, граф де Бетюн (1771—1812)
- Анн-Элиана-Орели-Мари де Монморанси-Люксембург (17.02.1791—25.06.1848)
- Анн-Эдуар-Луи-Жозеф де Монморанси-Люксембург (9.09.1802—14.01.1878), герцог де Бомон. Жена (13.05.1837): Леонтина-Эрнестина-Мари-Жозефа де Круа де Дадизеель
- Анн-Шарль-Морис-Эрве-Рене де Монморанси-Люксембург (9.04.1804—3.07.1870), граф де Монморанси-Люксембург